# S. H. Finne-Grønn
Stian Herlofsen (S. H.) Finne-Grønn (född 31 augusti 1869 i Risør, död 1 november 1953 i Oslo) var en norsk jurist, arkivarie, genealog och museichef. Han arbetade på Riksarkivet, var direktör för Oslo Bymuseum 1920–1950, kommunal arkivarie i Oslo 1917–1939 och var även statsarkivarie i några perioder. Han författade många genealogiska böcker och artiklar och var en av grundarna av modern vetenskaplig släktforskning i Norge. Han grundade och redigerade (med respektive Erik Andreas Thomle och Christopher Morgenstierne Munthe) Norsk Personalhistorisk Tidsskrift och var en av grundarna och den första ordföranden i Norsk Slektshistorisk Forening 1926–1929.
Han fick 1903 Kong Oscar IIs medalje til belønning for fortjenstlig virksomhet och blev ridder 1 klass av Sankt Olavs orden för sitt arbete inom genealogi år 1945. Han var hedersledamot av Norsk Slektshistorisk Forening (från 1942) och av Genealogiska Samfundet i Finland (från 1942).